# Brayden Yager
Brayden Yager (né le 3 janvier 2005 à Saskatoon dans la province de la Saskatchewan) est un joueur canadien de hockey sur glace. Il évolue à la position d'attaquant.

## Biographie

### Carrière junior
Yager est sélectionné en 3e position lors du repêchage Bantam de la Ligue de hockey de l'Ouest par les Warriors de Moose Jaw.
La Saison 2020-2021 est retardée par la pandémie de COVID-19. Elle ne démarre que le 12 mars 2021. En 24 matchs, il totalise 18 points.
À sa deuxième saison, il inscrit 59 points en 63 rencontres. il est nommé recrue de l'année en LHOu, remportant le Trophée Jim-Piggott et également honoré par la Ligue canadienne de hockey du titre de Meilleur Recrue. En 2022-2023, avec 78 points en 67 matchs et seulement 14 minutes de pénalités, il est récompensér par la LHOu avec le Trophée Brad-Hornung, remis au joueur montrant le meilleur esprit sportif.
En prévision du repêchage de 2023, la centrale de recrutement de la LNH le classe au 1re rang des espoirs européens chez les patineurs. Il est sélectionné en 14e position par les Penguins de Pittsburgh. Il est sélectionné en 14e position par les Penguins de Pittsburgh.

### En équipe nationale
Brayden représente sa nation lors de la Coupe Hlinka-Gretzky en 2022. Auteur de 7 points, il aide son équipe à remporter l'or.

## Statistiques

### En club
| Saison    | Équipe                | Ligue |    | Saison régulière | Saison régulière | Saison régulière | Saison régulière | Saison régulière |    | Séries éliminatoires | Séries éliminatoires | Séries éliminatoires | Séries éliminatoires | Séries éliminatoires |
| Saison    | Équipe                | Ligue | PJ | B                | A                | Pts              | Pun              | PJ               | B  | A                    | Pts                  | Pun                  |                      |                      |
| 2020-2021 | Warriors de Moose Jaw | LHOu  | 24 | 7                | 11               | 18               | 4                | -                | -  | -                    | -                    | -                    |                      |                      |
| 2021-2022 | Warriors de Moose Jaw | LHOu  | 63 | 34               | 25               | 59               | 18               | 10               | 3  | 4                    | 7                    | 8                    |                      |                      |
| 2022-2023 | Warriors de Moose Jaw | LHOu  | 67 | 28               | 50               | 78               | 14               | 10               | 6  | 10                   | 16                   | 2                    |                      |                      |
| 2023-2024 | Warriors de Moose Jaw | LHOu  | 57 | 35               | 60               | 95               | 20               | 16               | 10 | 11                   | 21                   | 8                    |                      |                      |
| 2024-2025 | Warriors de Moose Jaw | LHOu  | 21 | 11               | 19               | 30               | 4                | -                | -  | -                    | -                    | -                    |                      |                      |

### En équipe nationale
| Année | Équipe     | Compétition          |   | PJ | B | A | Pts | Pun           |  | Résultat |
| 2022  | Canada U18 | Coupe Hlinka-Gretzky | 5 | 5  | 4 | 9 | 0   | Médaille d'or |  |          |

## Trophées et honneurs personnels

### LHOu
- 2021-2022 : Trophée Jim-Piggott
- 2022-2023 : Trophée Brad-Hornung

### LCH
- 2021-2022 : Meilleur Recrue

### Coupe Hlinka-Gretzky
- 2022 : Médaille d'or